# Dennis Ayling
Dennis Leslie Ayling (* 23. Juni 1917 in Finchley, London, England; † 24. Oktober 1998 in Ealing, London, England) war ein britischer Filmregisseur, Kameramann und Filmtechniker, der sich auf visuelle Effekte spezialisiert hat.

## Leben
Ayling war ursprünglich im Werbesektor der britischen Industrie tätig. Während des Zweiten Weltkriegs kämpfte er im Fotoaufklärungsgeschwader der Royal Air Force in Burma, wo er auch Fotos von der japanischen Kapitulation schoss.
Zu Beginn seiner Karriere im Filmgeschäft war Ayling als Regisseur und Kameramann mehrerer Kurz- und Dokumentarfilme tätig. 1980 wurde Ayling zusammen mit seinen Kollegen HR Giger, Carlo Rambaldi, Brian Johnson und Nick Allder der Oscar in der Kategorie Beste visuelle Effekte für seine Arbeit an dem Film Alien – Das unheimliche Wesen aus einer fremden Welt unter der Regie von Ridley Scott verliehen. Seine Tätigkeit bei diesem Projekt bestand darin, die angefertigten Miniaturen zu beleuchten und zu filmen. Sein Vorname wurde im Abspann fälschlicherweise als Denys geschrieben, was ihm diesen als Spitznamen einhandelte.
Ayling war Mitglied in der British Society of Cinematographers, der Akademie der Kameramänner im Vereinigten Königreich.

## Filmografie (Auswahl)
Als Kameramann:
- 1963: The Cool Mikado
- 1963: Money Sings (Kurzfilm)
- 1964: Jugglers and Acrobats (Dokumentarfilm)
- 1967: 9 Days in Summer (Dokumentarfilm)
- 1970: Cucumber Castle (Fernsehfilm)
- 1971: Mr Tumbleweed (Fernsehfilm)

Als Regisseur:
- 1961: Men on Wheels (Dokumentarfilm)

visuelle Effekte:
- 1979: Alien – Das unheimliche Wesen aus einer fremden Welt (Alien)

## Auszeichnungen
- 1980: Oscar: Auszeichnung in der Kategorie Beste visuelle Effekte für Alien – Das unheimliche Wesen aus einer fremden Welt